# Індепенденте ду Томбва
Індепенденте Спорт Клубе ду Томбва або просто «Індепенденте ду Томбва» (порт. Independente Sport Clube do Tômbua) — професіональний ангольський футбольний клуб з міста Томбва, з провінції Томбва.

## Історія клубу
Клуб було засновано у 1919 році або, за іншими даними, 8 грудня 1928 року, об'єднанням місцевих рибалок під назвою «Індепенденте Спорт Клубе де Порту Алешандре». Найуспішнішим періодом в історії клубу було закінчення португальської колоніальної епохи, в той час Ангола демонструвала найвищі темпи економічного розвитку. Так, «Індепенденте» з 1969 по 1971 роки тричі підряд завоював чемпіонський титул.
Місто Томбуа отримало свою сучасну назву в 1975 році замість португальської «Порту Алешандре». Після здобуття незалежності Анголи від Португалії в 1975 році, клуб відповідно також змінив свою назву на нинішню.
У 1994 році «Індепенденте» вдалося вийти до фіналу Кубку Анголи. Він програв столичному клубу Петру Атлетіку, який в тому ж році виграв і чемпіонат Анголи. Так «Індепенденте» кваліфіковався для участі в Кубку володарів кубків КАФ. Він поступився в першому ж раунді турніру Олімпіку Мволуе з Камеруну.
Сезон в Гіраболі 1999 року «Індепенденте» закінчив на 14-ій позиції і тим самим вилетів до другого дивізіону, Гіра Анголи. До сих пір, клубу не вдалося повернутися до вищого дивізіону чемпіонату країни (станом на грудень 2014 року).

## Досягнення

### Національні
- Чемпіонат Анголи (колоніальний період):
  -  Чемпіон (3): 1969, 1970, 1971

- Гірабола:
  -  Бронзовий призер (1): 1994

- Кубок Анголи:
  -  Фіналіст (2): 1994, 1995.

- Суперкубок Анголи:
  -  Володар (1): 1995.

### Міжнародні
| Турнір                          | Раунд        | Суперник      | Вдома | На виїзді |  |
| ------------------------------- | ------------ | ------------- | ----- | --------- |  |
|                                 |              |               |       |           |  |
| Кубок володарів Кубків КАФ 1995 | Перший раунд | Олімпік Мволе | 1:2   | 0:3       |  |